# برد آیلند (مینه‌سوتا)
برد آیلند، مینه‌سوتا (به انگلیسی: Bird Island, Minnesota) یک شهر در ایالات متحده آمریکا است که در مینه‌سوتا واقع شده‌است.

## خصوصیات
برد آیلند ۳٫۹۶ کیلومترمربع مساحت و ۱٬۰۴۲ نفر جمعیت دارد و ۳۳۲ متر بالاتر از سطح دریا واقع شده‌است.